# 古正寺恵巳
古正寺 恵巳（こしょうじ めぐみ、1993年9月28日 - ）は、日本の女性アイドル。女性アイドルグループ・MAPA（マッパ）のメンバー。阿佐ヶ谷家、BiS、Maison book girlの元メンバー。新潟県出身。2021年9月25日、「コショージ メグミ」から改名。TOKYO PINK所属。

## 略歴
2012年4月、上京して映像系の専門学校に入学するもののすぐに挫折。
2013年3月、アイドルグループ・阿佐ヶ谷家結成時に、ペット・「阿佐ヶ谷（コショウジ）メグミ」として加入。同年9月16日出家（卒業）。
2013年11月10日、BiS第1期最後の新メンバーとして加入。
2014年7月8日、横浜アリーナで行われたBiS解散ライブで、解散後サクライケンタプロデュースの「book house girl（仮）」として活動することを発表。
2014年7月25日、「FUJI ROCK FESTIVAL '14」GYPSY AVALONで行われた大森靖子のステージに出演。
2014年9月、東京と大阪でソロでのライブを行う。ライブでは自作の詩とサクライのインスト曲によるポエトリーリーディングが行われた。
2014年11月24日、book house girl改めMaison book girl初のライブを六本木ブルーシアターで行う。
2019年1月17日、「月見ル君想フ presents 編む言葉—触れる・揺れる・震える—」にて、コショージ作の詩に合わせて、灰野敬二、サクライケンタ、Taigen Kawabe（BO NINGEN）とのコラボレーションを披露した。
2021年5月30日、Maison book girl活動終了。
2021年9月25日、古正寺恵巳に改名、大森靖子プロデュースによる「MAPA」結成を発表。同年10月2日、「TOKYO IDOL FESTIVAL 2021」にてお披露目。
2021年10月3日、舞浜アンフィシアターで行われた豆柴の大群特別公演「豆柴の大群の疾走」にゲスト出演。
2021年11月18日から11月30日まで開催された「BiS×ZOC presents We are BZ tour」に、ZOCのゲストとして出演。

## 人物
金髪・ショートヘアがトレードマーク。BiS加入時には、リーダーのプー・ルイから「なんと新メンバーにでんぱ組.incの（最上）もがちゃんがやってきました！」といじられていた。
BiS加入当初は「ライブ中にパートを忘れることが多すぎる」「遅刻が多すぎる」「どんなに怒っても反省しているかわからない」などとメンバー全員からボロクソに言われていたが、その後、殺伐としていたグループがどんどん平和になっていったことに衝撃を受けたと当時インタビューを担当した吉田豪は述懐している。
大森靖子とはBiS在籍時からの友人で、コショージがMaison book girlに加入したことで、大森とサクライとの交友関係が深まりコラボに発展した。元BiSのプー・ルイやカミヤサキをはじめ、大場はるか（ナナランド）、藤咲彩音（でんぱ組.inc）、真山りか（私立恵比寿中学）など親交のあるアイドルは数多い。
欅坂46のファンを公言しており、2017年4月6日、デビュー1周年ライブが行われた国立代々木競技場第一体育館の会場外に設置された「"なりきり"ゆいちゃんずステージ」で大森と共に歌唱した。2018年5月6日、さいたまスーパーアリーナで行われた「ビバラポップ！」では吉田を介して欅坂メンバーと写真を撮影している。
ハロー!プロジェクト（ハロプロ）、アイドルネッサンスのファンであることも公言しており、でか美ちゃん（ex.ぱいぱいでか美）・しばたありぼぼ（ヤバイTシャツ屋さん）とはハロプロのライブやイベントを一緒に観に行く仲。矢川葵はコショージの影響でモーニング娘。を見るようになり、工藤遥のファンになった。また、アイドルネッサンス解散後に行われた音楽ナタリーでの対談や、「アイドル横丁夏まつり!!〜2018〜」での企画ユニット「アイルネ大好き選抜」に和田輪とともに参加した。
Maison book girlではセットリストやライブ演出考案も担っていた。MAPAでもライブ演出、セットリストの考案、VJ制作、ライティング指示なども広く担当し、一部楽曲ではMV制作や作詞も手掛けている。

## 出演

### テレビアニメ
- 臨死!!江古田ちゃん（第11話（TOKYO MX・2019年3月20日（19日深夜）放送回）、コバヤシオサム監督）[24]

### 舞台
- 幕末-狼kick!-（2014年10月8日 - 10月12日、THEATER GREEN BIG TREE THEATER）

### イベント
- お喋り喫茶でか美ちゃんハウス特別編!! "でか美ちゃん豪ちゃん" ゲスト/コショちゃん（2021年1月16日、LOFT9 Shibuya）※無観客配信
- こしょとぞめの夏休み2022（2022年7月28日、LOFT9 Shibuya）- 出演：古正寺恵巳、藍染カレン（METAMUSE）[25]
  - こしょとぞめの冬休み2023（2023年1月5日、LOFT9 Shibuya）- 出演：古正寺恵巳、藍染カレン（METAMUSE）[26]
  - こしょとぞめの夏休み2023（2023年7月29日、LOFT9 Shibuya）- 出演：古正寺恵巳、藍染カレン（METAMUSE）[27]
  - こしょとぞめの夏休み2023～大阪でんがな～（2023年8月14日、Loft PlusOne West）- 出演：古正寺恵巳、藍染カレン（METAMUSE）[28]
  - こしょとぞめの冬休み2024（2024年1月5日、阿佐ヶ谷ロフトA）- 出演：古正寺恵巳、藍染カレン（ZOC）[29]
  - こしょとぞめの夏休み2024（2024年7月28日、阿佐ヶ谷ロフトA）- 出演：古正寺恵巳、藍染カレン（ZOC）[30]
  - 帰ってきた！こしょとぞめの夏休み2025（2025年8月17日、LOFT9 Shibuya）- 出演：古正寺恵巳、藍染カレン[31]
- でか美ちゃん ゲストまよちゃんコショちゃん（2022年9月1日、LOFT9 Shibuya）- 出演：でか美ちゃん、宇城茉世（MAPA）、古正寺恵巳 ※吉田豪は、出演予定だったがコロナ陽性の為キャンセル[32]
- 古正寺恵巳生誕祭〜天使vs悪魔〜（2022年9月26日、阿佐ヶ谷ロフトA）[33]
  - 古正寺恵巳生誕祭'23『月から落っこちた卵』（2023年9月28日、青山月見ル君想フ）- ゲスト：大森靖子[34]
  - 古正寺恵巳生誕ライブ2024（2024年9月28日、青山 月見ル君想フ）- ゲスト：藍染カレン[35]
- ピンキー！生誕祭2022〜カニンキーマシマシ定食一丁！〜（2022年12月8日、渋谷WWW X）- 出演：藤咲彩音、CYNHN、∴560∵（Wienners）、古正寺恵巳、しばたありぼぼ（ヤバイTシャツ屋さん）、えりなっち[36]
- TOKYO PINK presents 『のどヨル・せーにゃ・こしょ　かぞくになる会』（2022年12月13日、LOFT9 Shibuya）- 出演：大森靖子、鎮目のどか、古正寺恵巳[37]
- エビ中の居残り授業 〜放課後DJスクラッチ!!〜（2024年1月7日、Spotify O-nest）- トークゲストとして出演[38]
- OK COFFEE 古正寺恵巳1日店長イベント（2023年1月15日、OK COFFEE東大阪店）
  - OK COFFEE 古正寺恵巳1日店長イベント（2024年1月21日、Shimokita Base 3F）[39]
  - OK COFFEE 古正寺恵巳1日店長イベント（2024年9月29日、Shimokita Base 3F）[40]
  - OK COFFEE 古正寺恵巳1日店長イベント（2025年4月20日、KITUNE下北沢店）
- 藍染ワンルーム vol.2（2024年4月7日、LOFT PLUS ONE）- トークゲストとして出演[41]
- でか美のお誕生日会〜世の中桃色〜（2024年5月3日、新宿MARZ）- 出演：でか美ちゃん、藍染カレン（ZOC）、古正寺恵巳、平野友里、絵恋ちゃん、八木沙季[42]
- TOKYO PINK presents『こしょぞめLIVE-春宵一刻-』（2024年5月6日、下北沢SHELTER）- 出演：古正寺恵巳、藍染カレン（ZOC）[43]
- こしょたんたんと雨宿り（2024年6月1日、阿佐ヶ谷ロフトA）[44]
  - こしょたんたんと雨宿り②（2025年6月15日、阿佐ヶ谷ロフトA）- ゲスト：藍染カレン[45]
- 藍染メモリートーーーク♡（2024年9月10日、LOFT9 Shibuya）[46]
- せいこしょ 10 周年!初のトークイベント（2024年11月12日、LOFT9 Shibuya）- 出演：大森靖子（ZOC）、古正寺恵⺒[47]
- ありぼぼとこしょのわんにゃんだふる！（2024年12月17日、阿佐ヶ谷ロフトA）- 出演：ありぼぼ（ヤバイTシャツ屋さん）、古正寺恵巳[48]
- 『BiS研究員』刊行記念ロフトプラスワントークショー（2025年2月4日、ロフトプラスワン）- 出演：宗像明将、大森靖子、古正寺恵巳[49]

### インターネットテレビ
- 新生YouTuber研究会BYS（2018年4月 - 、YouTube） - 不定期出演
- 猫舌SHOWROOM「豪の部屋」（2019年1月22日、2022年5月3日、SHOWROOM）
- 街録ch〜あなたの人生、教えて下さい〜（2022年5月23日、YouTube）[50]
- 矢口真里の火曜The NIGHT（2022年6月22日、ABEMA）

### ミュージックビデオ
- 大森靖子
  - 「私は面白い絶対面白いたぶん」（2014年9月11日）[51]
  - 「さっちゃんのセクシーカレー」（2015年7月10日）[52]
  - 「サイレントマジョリティー」（2017年8月30日）[53]
  - 「前説ADvance」（2022年9月1日）[54]

## 作品

### 作詞
BiS
- no regret

Maison book girl
※「最後のような彼女の曲」以外はポエトリーリーディング部分の詩のみ。
- 最後のような彼女の曲
- water
- empty
- 14days
- opening
- a-shi-ta
- 雨の向こう側で
- 教室
- 不思議な風船
- まんげつのよるに
- 思い出くん
- non Fiction

MAPA
※「麒麟♡タイム」「Satie」は大森靖子との共作、その他はポエトリーリーディング部分の詩のみ。
- 麒麟♡タイム
- Satie
- Calling box
- いもうと
- 怪獣 GIGA
- レディースコミック
- SUMMER SHOOTER
- Snowbud

### ミュージックビデオ監督
MAPA
- 「真夏の卒業式」Music Video[59]
- 「レディースクリニック」Music Video[60]
- 「SUMMER SHOOTER」Music Video[57]

### 楽曲参加
- PLASTICZOOMS「Pink Show」（シングル「MINDS」収録）[61]
- GOMESS「最期の日 (with コショージメグミ & 蟻)」(アルバム「情景 -後編-」 )

## 書籍
- コショージメグミ（2015年1月24日） - 自主制作、2014年9月14日・LIVE labo YOYOGIで行われたソロライブ音源から4曲を収録したCD-R付[62]。

### 雑誌
- IDOL AND READ 002（2014年11月26日、シンコーミュージック・エンタテイメント）- インタビュー[63]
- IDOL AND READ 009（2016年12月21日、シンコーミュージック・エンタテイメント）- インタビュー[64]
- IDOL AND READ 036（2023年9月27日、シンコーミュージック・エンタテイメント）- 藍染カレンとの対談[65]
- BUBKA 2025年 6月号（2025年4月30日、白夜書房）- プー・ルイとの対談[66]
- IDOL AND READ 043（2025年7月15日、シンコーミュージック・エンタテイメント）- 大森靖子との対談[67]